# DKK3
DKK3 (англ. Dickkopf WNT signaling pathway inhibitor 3) – білок, який кодується однойменним геном, розташованим у людей на короткому плечі 11-ї хромосоми. Довжина поліпептидного ланцюга білка становить 350 амінокислот, а молекулярна маса — 38 390.
| 10         |  | 20         |  | 30         |  | 40         |  | 50         |
| ---------- |  | ---------- |  | ---------- |  | ---------- |  | ---------- |
| MQRLGATLLC |  | LLLAAAVPTA |  | PAPAPTATSA |  | PVKPGPALSY |  | PQEEATLNEM |
| FREVEELMED |  | TQHKLRSAVE |  | EMEAEEAAAK |  | ASSEVNLANL |  | PPSYHNETNT |
| DTKVGNNTIH |  | VHREIHKITN |  | NQTGQMVFSE |  | TVITSVGDEE |  | GRRSHECIID |
| EDCGPSMYCQ |  | FASFQYTCQP |  | CRGQRMLCTR |  | DSECCGDQLC |  | VWGHCTKMAT |
| RGSNGTICDN |  | QRDCQPGLCC |  | AFQRGLLFPV |  | CTPLPVEGEL |  | CHDPASRLLD |
| LITWELEPDG |  | ALDRCPCASG |  | LLCQPHSHSL |  | VYVCKPTFVG |  | SRDQDGEILL |
| PREVPDEYEV |  | GSFMEEVRQE |  | LEDLERSLTE |  | EMALREPAAA |  | AAALLGGEEI |
|            |  |            |  |            |  |            |  |            |

A: Аланін

C: Цистеїн

D: Аспарагінова кислота

E: Глутамінова кислота

F: Фенілаланін

G: Гліцин

H: Гістидин

I: Ізолейцин

K: Лізин

L: Лейцин

M: Метіонін

N: Аспарагін

P: Пролін

Q: Глутамін

R: Аргінін

S: Серин

T: Треонін

V: Валін

W: Триптофан

Кодований геном білок за функцією належить до білків розвитку. 
Задіяний у такому біологічному процесі, як сигнальний шлях Wnt. 
Секретований назовні.